# 2059.
◄ | 20. stoljeće | 21. stoljeće | 22. stoljeće | ►
◄ | 2020-ih | 2030-ih | 2040-ih | 2050-ih | 2060-ih | 2070-ih | 2080-ih | ►
◄◄ | ◄ | 2056. | 2057. | 2058. | 2059. | 2060. | 2061. | 2062. | ► | ►►
Astronomija

## Događaji predviđeni izračunom
- siječnja – Poruka izvanzemaljskoj inteligenciji (METI), zvana Dječja poruka (rus. Детское послание ), odaslana sa 70-metarskog radioteleskopa P-2500 iz ukrajinske Evpatorije trebala bi stići na svoja odredišta, zvijezde HD 126053 i HD 193664 (dvjema od šestorima zvijezdama prema kojima se poslalo poruku)

## Predviđani događaji
- Futurist Simon Hopkins predvidio je za ovu godinu kolaps suvremenih gospodarskih sustava.[1]